# Teleneurologie
Teleneurologie bezeichnet den Einsatz von Methoden der Telekommunikation zur Diagnostik oder Therapie neurologischer Erkrankungen. Dies erfolgt überwiegend im Bereich der Notfallversorgung, es gibt aber auch Anwendungen bei chronischen neurologischen Erkrankungen. Letztlich werden örtliche oder zeitliche Abstände zwischen Behandlern und Patienten überbrückt.

## Akutneurologie
Die ersten Anwendungen von Telemedizin in der Neurologie erfolgte bei der Behandlung des akuten Schlaganfalls. Dabei wurde neurologische Expertise auf diesem Gebiet von erfahrenen Neurologen in entsprechenden Zentren für Kliniken ohne entsprechende Möglichkeiten per Videokonferenz zur Verfügung gestellt. Dadurch wurde es möglich, moderne Schlaganfalltherapie einschließlich Thrombolyse auch in Kliniken ohne Präsenz entsprechender Fachleute zu ermöglichen. Praktisch wurde der Patient in einer solchen kleineren Klinik gemeinsam von den Ärzten vor Ort und einem per Videokonferenz zugeschalteten erfahrenen Neurologen untersucht und eine Computertomographie durchgeführt. Anschließend wurde die Behandlung nach aktuellem wissenschaftlichen Stand empfohlen und vor Ort ohne Zeitverzug durch einen Transport des Patienten (Verlegung) durchgeführt. Nur in Einzelfällen kann eine Verlegung erforderlich sein, z. B. bei einem größeren Gefäßverschluss (Thrombektomie).
Um die Behandlung entsprechend den modernsten Standards zu gewährleisten, wurden in den Kliniken vor Ort Überwachungseinheiten (mit Überwachung der Lebensfunktionen ausgestattete Betten) geschaffen, die in ihren Anforderungen einer Stroke Unit nachempfunden sind. Dazu gehört auch die Einbeziehung der übenden Therapieverfahren (Logopädie, Physiotherapie, Ergotherapie).
Um dieses Gesamtkonzept zu gewährleisten, entwickelten sich spezialisierte Schlaganfall-Netzwerke, zu deren Prinzipien regelmäßige Fortbildung aller an der Behandlung Beteiligter und Maßnahmen zur Qualitätssicherung gehören. Weitere Voraussetzungen sind:
- ständig verfügbare cerebrale Bildgebung, (meist Computertomographie, gelegentlich Magnetresonanztomographie) – Übertragung der Bilder im DICOM-Format
- Videokonferenz-Technik incl. datenschutzkonform verschlüsselter Übertragung
- Schlaganfallmonitoring
- Schlaganfallexpertise in internistischer Abteilung incl. Diagnostik möglicher Schlaganfallursachen (v. a. Echokardiografie, Duplexsonographie, Langzeit-EKG)
- interdisziplinäre Kooperation
- Kooperationsvereinbarung mit regionaler Neurochirurgie für Blutungen, Kraniotomien

Im Rahmen einer wissenschaftlichen Untersuchung konnte durch das TEMPiS-Netzwerk erstmals nachgewiesen werden, dass die Behandlung des akuten Schlaganfalls mit diesem Konzept der in einer Stroke Unit äquivalent ist. In der Folge wurde es daher möglich, diese Leistungen durch einen speziellen OPS (8-98.b) gegenüber den Krankenkassen abzurechnen, wodurch die Leistung finanziert werden kann. In der weiteren Folge entwickelte sich dann eine Reihe weiterer Schlaganfall-Netzwerke (beispielsweise Bundesland Bayern: STENO, NEVAS, TESAURUS, TRANSIT).
Aktuell wird die Teleneurologie auf weitere akute neurologische Krankheiten ausgeweitet, insbesondere wird die Anwendung bei Schwindel, Epilepsie, Meningitis und Enzephalitis sowie neuro-traumatologischen Erkrankungen untersucht.

## Apparative und technische Ausstattung
Aus technischer Sicht stellt Teleneurologie eine für die Medizin adaptierte Videokonferenztechnologie dar, mit der eine Fernbeurteilung von Patienten per Videoübertragung und Unterstützung der vor Ort tätigen Mediziner bei der Versorgung der Patienten erfolgt. Die digitalen Audio- und Videodaten werden verschlüsselt über das EDV-Netzwerk der beteiligten Krankenhäuser sowie über breitbandige Internetverbindungen übertragen.
Der Teleneurologe steuert nach Verbindungsaufbau von einem Arbeitsplatz eine mobile Aufnahmeeinheit am Bett des Patienten. Die Anlagen bestehen im Wesentlichen aus Kamera und Mikrofon als Eingabegeräte sowie Bildschirm und Lautsprecher als Ausgabegeräte. In den medizinischen Anwendungen werden CT- bzw. MRT-Bilder auf die Arbeitsstation des Teleneurologen übertragen.

### Mobile Stroke Unit
Eine weitere Beschleunigung der Therapie beim akuten Schlaganfall lässt sich nur erreichen, wenn die dafür notwendigen Voraussetzungen (Computertomographie, Labor und Neurologe) zum Patienten gebracht werden. Dazu ist ein speziell mit einem CT ausgerüsteter Notarztwagen erforderlich, der Notarzt muss zudem Neurologe sein. Dieses Konzept wurde erstmals 2008 in Homburg in die Praxis umgesetzt (Mobile Stroke Unit), anfangs wurde das CT noch in einem zusätzlichen Lastkraftwagen transportiert. Dadurch kann die Entscheidung für eine Thrombolyse oder zum Transfer in ein spezialisiertes Krankenhaus für eine Thrombektomie unmittelbar beim Patienten zu Hause getroffen werden.
Aktuell wird dieses Konzept sehr überwiegend in Großstädten angeboten. Besonders wichtig wäre es aber für ländliche Gebiete mit entsprechend langen Transportwegen zur nächsten Stroke Unit. Genau dort ist es aber aufgrund der sehr hohen personellen Anforderungen schwer zu etablieren.

### Chronische Erkrankungen
Teleneurologie hat sich hier für die Behandlung von Patienten mit Parkinson-Syndromen bewährt. Dabei wird der Patient von einem Computersystem instruiert, den Untersuchungsgang entsprechend einer spezialisierten Bewegungsskala (UPDRS) durchzuführen. Dies wird auf Video aufgezeichnet (ggf. auch mehrfach täglich), welches ein spezialisierter Neurologe dann zu einem Zeitpunkt seiner Wahl beurteilt. Dadurch können die Medikamentengaben im Tagesverlauf angepasst werden, um die Beweglichkeit des Patienten zu optimieren. Dem Patienten kann dadurch ein Krankenhausaufenthalt erspart werden.

### Spezialsprechstunden
Im weiteren Sinne können auch Spezialsprechstunden (z. B. für Epilepsie, Kopfschmerzen usw.) zur Teleneurologie gerechnet werden. Dabei wird die Verfügbarkeit der Spezialisten vor allem für Patienten mit langen Anfahrtswegen verbessert.

### Neurologische Rehabilitation
Mit Telerehabilitation lassen sich auch therapeutische Angebote leichter verfügbar machen. So gab es Untersuchungen zur Therapie von Sprachstörungen, auch Ergotherapie wäre denkbar. Physiotherapeutische Konzepte wurden bislang aber vor allem im kardiologischen Bereich evaluiert. Mittlerweile gibt es kommerzielle Anbieter dafür.